# Рудолф I фон Хахберг-Заузенберг
Рудолф I фон Хахберг-Заузенберг (на немски: Rudolf I von Hachberg-Sausenberg, † 1313) е маркграф на Хахберг-Заузенберг.

## Биография
Той е най-възрастният син на маркграф Хайнрих II фон Баден-Хахберг (1231 – 1297/1298) и Анна фон Юзинген-Кетцинген (Юзенберг) († 1286), дъщеря на Рудолф II фон Кенцинген и Кунигунда фон Катценелнбоген († 1253).
Рудолф I фон Хахберг-Заузенберг се жени през 1298/1299 г. за Агнес (Бенедикта) фон Рьотелн († сл. 1289), дъщеря, наследничка на Ото фон Рьотелн († сл. 1310) и Рихенца († сл. 1289). . През 1306 г. той основава на замък Заузенбург страничната линия Хахберг-Заузенберг и Маркграфство Хахберг-Заузенберг. Брат му Хайнрих като Хайнрих III ръководи главната линия Баден-Хахберг с резиденция замъка Хахберг близо до Емендинген.
През 1311 г. Рудолф е поставен от Лютхолд II фон Рьотелн († 1316) за сърегент на господството замък Рьотелн. Рудолф умира преди Лютхолд, господството Рьотелн през 1315 г. е подарено на Хайнрих, синът на Рудолф.

## Деца
- Анна († 28 февруари 1331), ∞ граф Фридрих фон Фрайбург (* 1316, † 1356)
- Хайнрих (* 1300, † 1318)
- Рудолф (* 1301, † 1352)
- Ото (* 1302, † 1384)